# Apologue de Prodicos
L'apologue de Prodicos est un apologue, c'est-à-dire un court récit illustrant une leçon morale, attribué au sophiste présocratique grec Prodicos de Céos (Ve siècle av. J.-C.). On y fait référence aussi en parlant d’Héraclès à la croisée des chemins ou d’Héraclès entre le vice et la vertu. Ce récit a été transmis par Xénophon, qui l'attribue expressément à Prodicos. Il a été repris et commenté abondamment par la tradition littéraire et philosophique depuis l'Antiquité jusqu'à nos jours.

## Contenu de l'apologue
Hercule adolescent est assis à l'écart, ne sachant s'il suivrait le chemin de la vertu ou celui du vice. Deux femmes se présentent à lui. L'une a une allure digne et décente ; l'autre, fortement maquillée, joue de ses charmes. La seconde lui propose de le guider par le chemin de la facilité et des plaisirs, puis la première prend la parole et lui montre le chemin de l'effort et du bien ; chacune déploie ses arguments. La première est une allégorie de la Vertu (Ἀρετή), la seconde une allégorie du Vice (Καϰία). Dans l'apologue, l'argumentation de la Vertu est beaucoup plus développée ; le choix d'Hercule n'y est pas précisé, mais les lecteurs savaient qu'Hercule était un héros d'effort, de courage, de vertu et de sagesse.

## Origine et contexte
L'image du chemin du Vice, facile et agréable, et de celui de la Vertu, escarpé et difficile, apparaît pour la première fois chez Hésiode, mais sans rapport avec l'histoire d'Hercule. Ce passage est rappelé par Socrate, dans le texte de Xénophon, à l'occasion d'une discussion avec son disciple Aristippe de Cyrène, juste avant l'apologue de Prodicos.
L'existence d'un écrit de Prodicos concernant Hercule est attestée par d'autres sources : Le Banquet de Platon, et surtout une scholie à Aristophane qui rapporte explicitement que Prodicos, dans Les Saisons, imagine une rencontre d'Hercule avec les allégories de la Vertu et du Vice, à la suite de laquelle Hercule fait le choix de la vertu.
Un siècle avant Prodicos, l'idée d'un choix de vie à l'adolescence, symbolisé par le choix entre deux chemins, exprimé par le mot latin bivium (« croisée de chemins ») et figuré graphiquement par la lettre Y, apparaît chez Pythagore, selon plusieurs auteurs latins : Perse, Martianus Capella, Ausone, Lactance, Servius et un poète peu connu, Maximinus. « La volonté du père ou du maître suffit à diriger l'enfance, mais au seuil de la jeunesse la question du bien et du mal se pose devant le libre arbitre de l'homme : deux routes s'ouvrent devant lui ; celle de gauche, la branche épaisse de Y, est large et d'accès facile, mais aboutit au gouffre de la honte, celle de droite, la branche mince, est un sentier raide et pénible, mais au sommet duquel on trouve le repos dans l'honneur et la gloire. » Une idée très comparable à celle de Prodicos était donc attribuée à Pythagore et représentée par la lettre Y, mais elle gardait un caractère moral général et n'était pas mise en rapport avec le mythe d'Hercule ; on n'y trouvait pas non plus une allégorie de la Vertu et du Vice.

## Prodicos ou Xénophon?
Pendant longtemps, la paternité du sophiste Prodicos sur cet apologue n'a pas vraiment été remise en question. Depuis le début du XXIe siècle, un débat s'est ouvert sur la question et certains, comme Louis-André Dorion, pensent, sans nier que Prodicos ait abordé le sujet, que l'apologue, tel qu'il nous est parvenu, exprime surtout la pensée de Xénophon. Selon Dorion, « on peut affirmer que Xénophon est d’abord et avant tout fidèle à lui-même, c’est-à-dire qu’il récrit l’apologue de telle sorte qu’il a fait de la Vertu le héraut des principales positions éthiques qu’il développe dans son œuvre par l’entremise de ses principaux personnages, notamment Socrate ». Il s'oppose ainsi à D. Sansone, qui, sans s'attacher au fond, examine la lettre du texte et en déduit que l'apologue tel qu'il est transmis par Xénophon doit être formellement très proche du texte de Prodicos, ce qui a été contesté, dès avant et encore après la publication de Sansone, par plusieurs critiques. A. Tordesillas s'attache quant à lui à repérer dans l'apologue les éléments qui paraissent montrer une influence propre de Prodicos sur la pensée de Socrate et de Xénophon.

## Postérité

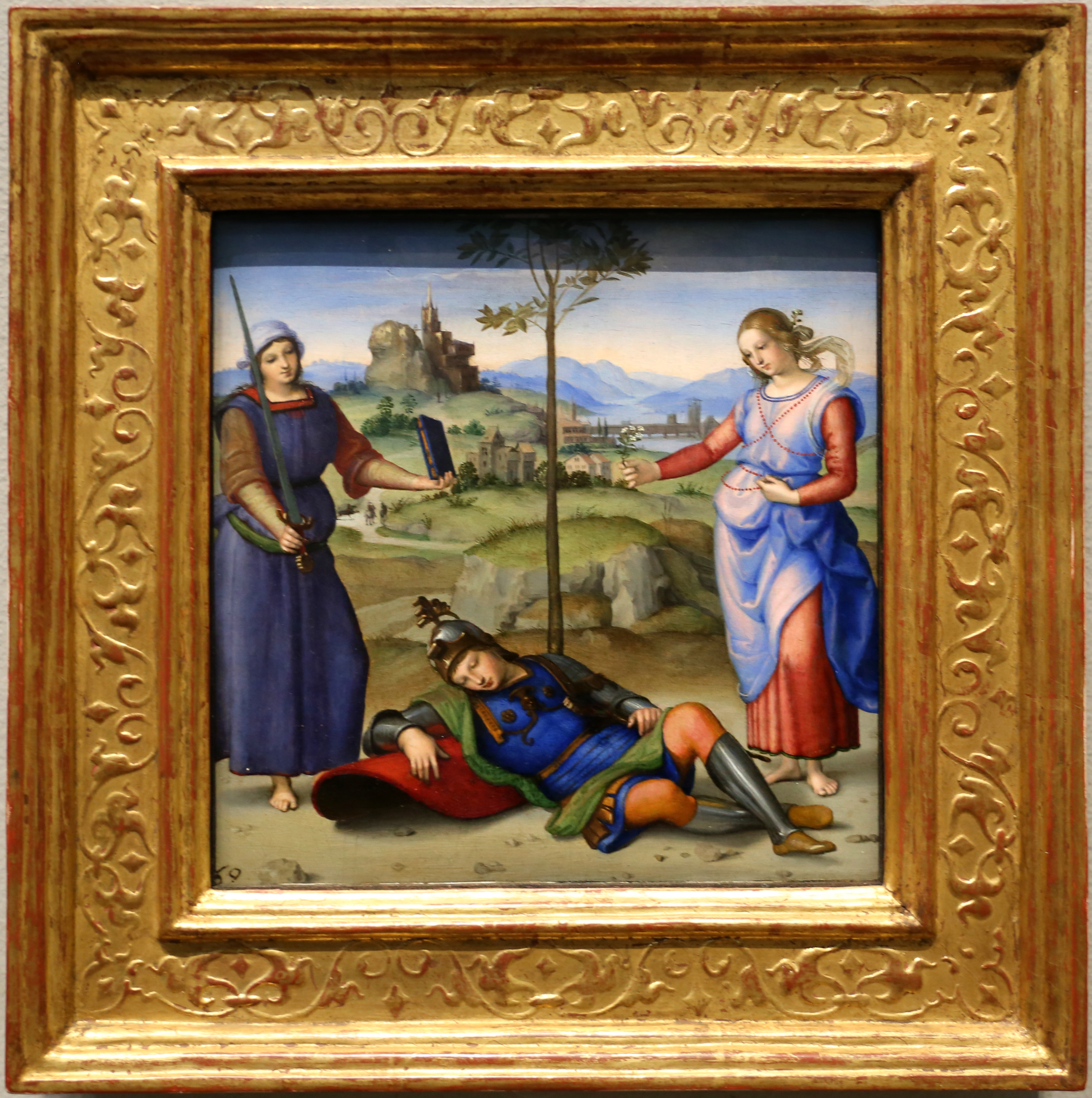
Raphaël, Le Songe du chevalier, Londres, National Gallery (1503-1504).

### Philosophie et littérature
La littérature gréco-romaine contient plusieurs allusions au choix d'Hercule. Aristophane, dans sa comédie Les Oiseaux, présente humoristiquement Hercule, qui a le choix entre la royauté et un bon repas et choisit le repas. Silius Italicus, dans son épopée Punica, montre Scipion l'Africain confronté à un choix qui fait penser au choix d'Hercule. Au IVe siècle, Basile de Césarée, dans son Discours aux jeunes gens, sur la manière de tirer profit des lettres helléniques, résume l'apologue de Prodicos, dans lequel il voit un bel exemple de l'éloge de la vertu dans la littérature antique.
À la fin du Moyen Âge, Jakob Locher (1471-1528), dans la traduction latine qu'il fait de La Nef des fous (Stultifera navis, 1497) de Sébastien Brant, fait redécouvrir l'apologue. L'œuvre de Brant, dans laquelle le choix de vie occupe une place centrale, traduite dans de nombreuses langues, est un immense succès d'édition. Largement illustré, cet ouvrage va devenir une source d'inspiration pour de nombreux artistes.

### Histoire de l'art
Philostrate, dans sa Vie d'Apollonius de Tyane, au début du IIIe siècle, mentionne l'apologue de Prodicos et décrit avec une grande précision l'apparence et le vêtement des allégories du Vice et de la Vertu, de sorte qu'on peut penser qu'il fait référence à des représentations figurées du choix d'Hercule connues de son temps ; cependant, il ne mentionne pas d'œuvre précise.
Il faut attendre la Renaissance pour que le thème se développe vraiment dans les arts. Erwin Panofsky l'a étudié en 1930 dans un ouvrage célèbre, Hercules am Scheidewege.